# Kaori Kawanaka
Kaori Kawanaka (川中 香緒里?, Kawanaka Kaori; Kotoura, 3 marzo 1991) è un'arciera giapponese, vincitrice della medaglia di bronzo a squadre ai Giochi di Londra 2012.

## Palmarès
- Giochi olimpici

2012 - Londra: bronzo a squadre.